# Livorno Ferraris
Livorno Ferraris is een gemeente in de Italiaanse provincie Vercelli (regio Piëmont) en telt 4427 inwoners (31-12-2004). De oppervlakte bedraagt 58,1 km², de bevolkingsdichtheid is 76 inwoners per km².

## Demografie
Livorno Ferraris telt ongeveer 1902 huishoudens. Het aantal inwoners daalde in de periode 1991-2001 met 3,9% volgens cijfers uit de tienjaarlijkse volkstellingen van ISTAT.
| Jaar | Inwoneraantal |
| ---- | ------------- |
| 1991 | 4495          |
| 2001 | 4320          |

## Geografie
Livorno Ferraris grenst aan de volgende gemeenten: Bianzè, Cigliano, Crescentino, Fontanetto Po, Lamporo, Moncrivello, Saluggia, Trino.

## Geboren
- Galileo Ferraris (1847-1897), ingenieur en fysicus